# Brainrot italiano

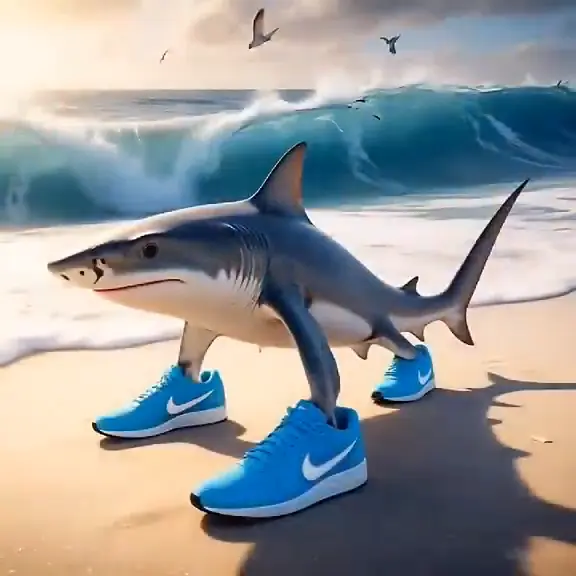
Tralalero Tralala, uno de los personajes principales del fenómeno

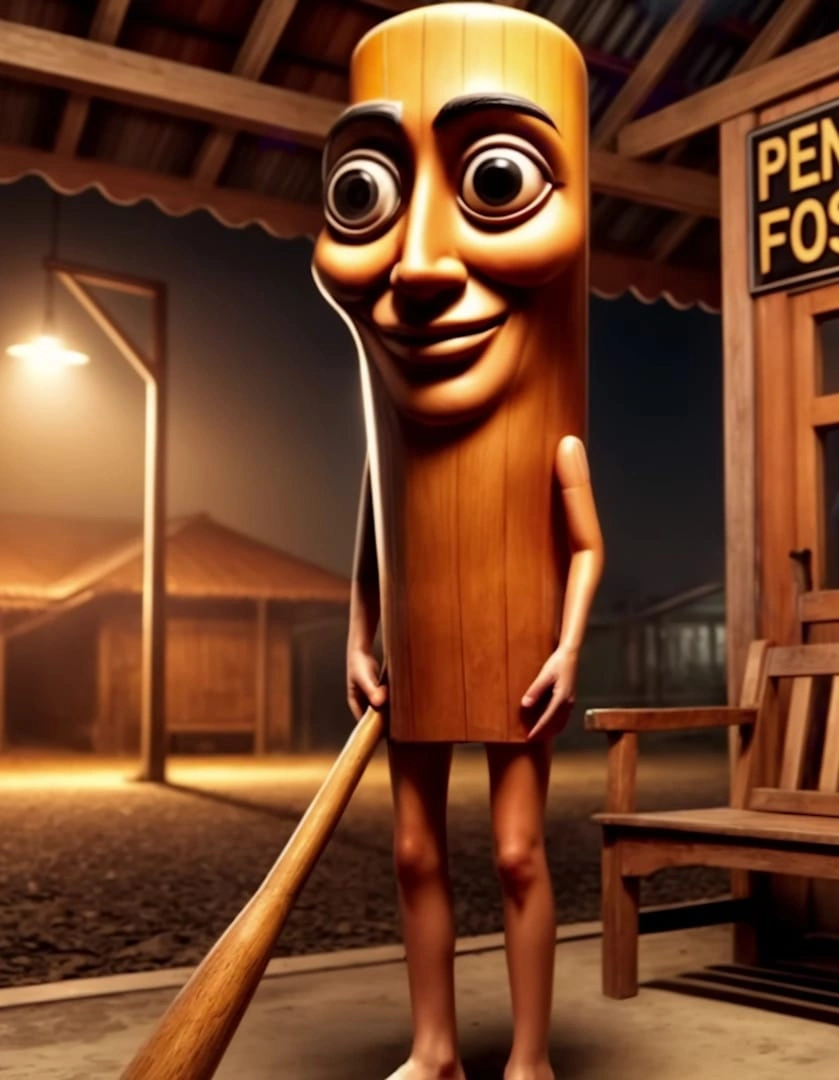
Tung Tung Tung Sahur

El brainrot italiano (en inglés: Italian brainrot, traducido literalmente como podredumbre mental italiana) es un fenómeno de internet que surgió a principios de 2025, caracterizado por fotos y videos absurdos e irónicos con criaturas generadas por inteligencia artificial generativa (IA) que tienen nombres pseudoitalianos como Ballerina Cappucina y Bombardiro Crocodilo. El fenómeno se extendió rápidamente por plataformas como TikTok e Instagram, gracias a su combinación de voces sintetizadas con acento italiano, imágenes grotescas y una narrativa absurda. El término brainrot se utiliza para describir contenido que es tanto repulsivo como adictivo; según informes de los medios, la expresión fue incluida en la lista de palabras del año del diccionario Oxford.

## Origen
El brainrot italiano se popularizó por primera vez en TikTok con el personaje Tralalero Tralala, creado el 13 de enero de 2025. El creador del video original de Tralalero Tralalá, bajo el nombre de usuario @eZburger401, eliminó su cuenta. El primer usuario conocido por popularizar al tiburón y otros personajes fue @noxaasht. El brainrot italiano ganó notoriedad en marzo de 2025, expandiéndose a Indonesia, los Estados Unidos y Europa. Algunos de los primeros memes presentaban sentimientos antirreligiosos, condenando a la figura del Dios abrahámico, tanto en su variante cristiana como musulmana; y otros hacían referencia a la guerra de Gaza.

## Descripción
El brainrot italiano se caracteriza por imágenes o videos absurdos creados mediante inteligencia artificial generativa. Generalmente presentan híbridos entre animales y objetos cotidianos, comida, armas y elementos de la fantasía. Estas creaciones suelen llevar nombres italianizados o usan marcadores culturales estereotípicos, y están acompañadas por audios generados por IA con la narración de un hombre italiano, la cual suele ser sin sentido. Estos personajes combinan elementos de surrealismo, ansiedad visual (valle inquietante) e ironía digital, reflejando el humor post-irónico de la Generación Z.
El término brain rot fue la palabra del año del diccionario Oxford en 2024, y hace referencia al deterioro del estado mental al consumir excesivamente «contenido trivial o poco desafiante» en internet. También puede referirse a este tipo de contenido en sí mismo. Los usuarios en línea utilizan con frecuencia esta etiqueta para reconocer lo ridículo del Italian brainrot, al tiempo que reconocen la creciente cantidad de contenido basura generado por IA en internet.
Los animales y criaturas asociadas con el fenómeno del brainrot italiano son imágenes generadas por redes neuronales y visualizadas de manera absurda, deliberadamente ridícula. Por lo general, se trata de híbridos de animales, objetos cotidianos, comida, armas y elementos fantásticos, unidos bajo nombres deliberadamente italianizados. Estos personajes combinan elementos de surrealismo, ansiedad visual (valle inquietante) e ironía de internet, características del humor post-irónico de la Generación Z.

## Personajes
Algunos de los personajes más populares del fenómeno son:
- Tralalero Tralala es un tiburón de tres patas con zapatillas Nike que se convirtió en el primer personaje viral del género. El ridículo tiburón se representa a menudo saltando o peleando con Bombardiro Crocodilo, acompañado de la repetición de la frase «tralalero tralala». Fue con esta imagen que el género comenzó a expandirse ampliamente.[1][5]

- Bombardiro Crocodilo es una criatura híbrida con la cabeza de un cocodrilo y el cuerpo de un bombardero militar. Este personaje es uno de los símbolos centrales del género, a menudo replicado en memes y trabajos de los fanes. Se utiliza para crear tramas paródicas y pseudo-épicas.[1][5]
- Tung Tung Tung Sahur es un personaje antropomórfico de madera que recuerda a un palo indio; sostiene un bate de béisbol. El 'Tung Tung Tung' en el nombre del personaje es una referencia onomatopéyica al golpeteo de tambores utilizado en Indonesia para señalar el inicio del zahora (suhur).[11]

- Ballerina Cappuccina es una taza de cappuccino con tutú y zapatillas de punta. El personaje enfatiza la absurdidad del género al combinar lo incompatible: un objeto cotidiano con una imagen de danza clásica.[12]
- Brr Brr Patapim es una criatura fantástica, mitad babuino y mitad arbusto, con grandes pies, brazos delgados y una nariz con forma de jamón. Lucha con Slim, la rana azul, por un gorro.[12]
- Cappuccino Assassino es una taza de cappuccino con ropa de samurái/asesino, sosteniendo dos katanas.[12]
- Lirili Larilá es un elefante con cuerpo de cáctus en el desierto con un reloj flotante al lado suyo, cabe recalcar que al fondo hay globos aerostáticos.

## Impacto
El meme italiano brainrot se hizo popular en marzo de 2025, extendiéndose a Indonesia, Estados Unidos y Europa. Marcas como Samsung y Ryanair han usado el meme para promocionarse. Fox News lo ha descrito como «ruidoso, caótico y tremendamente popular»: «Es una lección magistral de cómo las marcas inteligentes usan el absurdo, la velocidad y la fluidez cultural para mantenerse relevantes». Varias marcas han replicado el meme para utilizarlo en contenido publicitario. El Italian brainrot ha inspirado una variedad de criptomonedas meme altamente volátiles.

## Controversias
Los audios pertenecientes a los memes de Tralalero Tralala y Bombardiro Crocodilo han sido acusados de sostener discursos islamófobos y anticristianos, principalmente porque el de Tralalero Tralala condena a Alá (y a Dios) en italiano (aunque «Tralalero Tralala» no significa nada en italiano, la frase que le sigue «Porco Dio, Porco Ala», es una forma de maldecir). Aunque algunos usuarios lo han tachado de blasfemia genérica, otros musulmanes tienen problemas con el audio de Bombardino Crocodillo por decir que «bombardea a niños en Palestina», haciendo referencia a la actual guerra en Gaza.